# Пущунски език
Пущунският език (پښتو) [paʂ'to] принадлежи към групата на иранските езици. Разпространен е в южен, югоизточен и северен Афганистан, както и в Пакистан (северозападни гранични провинции, Белуджистан) и в пограничните райони на Иран. Няма точни данни за броя говорещи, но се предполага, че около 40 милиона души по света говорят пущунски. Пущунски е втори по разпространение и значимост сред новоиранските езици след персийския. Той е официален език на Афганистан.

## История
Въпреки че името Афганистан се споменава в историческите извори много по-рано от етнонима пущуни, несъмнено [Paʂ'to] „пущу“ е първоначалното наименование на езика и на народа, който го говори. Най-вероятния произход на названието [Paʂ'to], предложен от Маркварт , е от староиранско название *Parsuwā. Етнонимът пущуни [paʂ'tūn] в такъв случай произлиза от староирански *Parswāna-, от корен *Parsū-. В староиндийските източници (Pāṇini) Parśu- е названието на воинствено племе, живеещо на северозапад от Индия.

## Фонетични особености

### Характеристика на гласните
Пущнският притежава следните гласни: кратки: [a], [i], [u], [ə]; дълги: [ā], [ī], [ū], [ē], [ō]. [a] и [ə] съвпадат по произношение в някои диалекти, а [ī] и [ū] са преминали в кратки [i], [u] в повечето диалекти. Гласните [ē] и [ō] се срещат в литературния език, а в повечето диалекти също преминават в кратки гласни. В отделни диалекти [i] се произнася като [e]. Дифтонгични гласни са [āy], [āw] и [əy], като дифтонгът [əy] се среща само в края на думите. Ударението е подвижно.
- Праиранско *a под ударение (обикновено) се развива в пущунско [o], а пред носова съгласна в [u] (مور [mor] „майка“, نوم [nūm] „име“), но има и случаи на удължаване в [ā]: پلار [plār] „баща“ (*patar-), لاس [lās] „ръка“ (< *dasta-), но لس [las] „десет“ (< *dasa-). В някои диалекти в Пакистан [o] преминава в [ȫ], [ɛ] ([mȫr], [mɛ̄r] „майка“), а [ā] се закръгля до [å], [ō] ([plōr], [plår] „баща“). Също [ē] се появява на мястото на [a] ([špēʐ] „шест“, [rwēj] „ден“).
- Под влиянието на палатална гласна в предната сричка иранската гласна *a си изменя гласежа в [ē]: لویشت [wlēšt] „разстояние“ (< *vītasti-).
- В много случаи [ū] и [ī] са резултат от компенсаторно удължаване, дължащо се на опростяване на съчетание от две или повече съгласни (с изключение на šk, опростено на твърде ранен етап): سپين [spīn] „бял“ (< *spiθna-), اوښ [ūʂ] „камила“ (< *ušθra), ګوته ['gūta] „пръст“ (< *anguštā).
- Праирански [ī]/[ĭ] и [ᵛū] обикновено преминават в [ə], което е характерно и за други ирански езици от североизточната подгрупа: ب‍ل [bəl] „друг“, منيَ ['mənay] „есен“, سپږه ['spəʐa] „въшка“, مږه ['məʐa] „плъх“, но ورجي ['wrīd͡ʒe] „ориз“, وروزه ['wrūza] „вежда“.
- Праиранско *ai > [e]: [lew'ar] „девер“ (< *daivar-).
- Праиранско *au > *ō > [wa]: ورڅ [rwad͡z] „ден“ (< *rauča-). Това е сравнително късен процес, засегнал и някои заемки от индо-арийските езици: کوټه [kwaṭa] „могила“ (< kōṭ).
- Кратките гласни [a], [u] в начална и средна позиция изчезват: بن [bən] „наложница“ (авест. hapaθnī-), ږدن [ʐdən] „просо“, ګوته ['gūta] „пръст“ (< *anguštā), غوا [ɣwa] „крава“ (*gava-), ملا [mlā] (диал. [ma'lyā]) „кръст, пояс“. Всички крайни гласни са подложени на синкопа, с изключение на [ā].

### Характеристика на съгласните
- В много случаи в пущунски застъпниците на праиранските лабиалните съгласни [w] и [b] съвпадат напълно. В някои диалекти се появяват вторични протетични [w] или [y-]: اور [or], (диал.) [wor], [yor] „огън“ (< *āθra-) (آتش [ātaʃ] „огън“ е персийска заемка).
- [w] изпада пред [o]: خور [xor] „сестра“ (но خویندي [xwain'de] „сестри“), څلور [t͡sa'lor] (диал.) [t͡sa'lwor] „четири“.
- В пущунски и останалите ирански езици от североизточната група иранските b, d, g, ǰ са се превърнали във фрикативни съгласни: وند [wand] „бент“ (< *banda-), لس [las] „десет“ (< *dasa-), غر [ɣar] „планина“ (< *gari-).
- Начални t-, p- остават непроменени. Същото се отнася и за k, освен ако не вторично палатализирано: چاړه [t͡ʃā'ɻə] „нож“ (< *kṛta).
- Праиранско *č > [t͡s] в начална позиция: څلور [t͡sa'lor] „четири“ (< *čaθvar-).
- Беззвучните *p, *t, *k, *č се озвучават като [b], [l], [g], [d͡z] в позиция между гласни: اوبه [o'bə] „вода“ (< *apa-), سل [səl] „сто“ (< *sata-), но има и случаи на елизия на *t: وو [wo] „течение, вятър“ (< *vata-), но باد [bād] „вятър“ е персийска заемка), ورڅ [rwad͡z] „ден“ (< *rauča-).

В резултат на тези фонетични промени някои пущунски думи се различават значително от иранския прототип: تره [trə] „чичо“ (< *pitṛwiya-), ب‍ل [bəl] „друг“ (< *dviθya-), چرګ [t͡ʃirg] „петел“ (< *kṛkya-), خپل [xpəl] „собствен“ (< *hwapaθya-).

### Ретрофлексни съгласни
За пущунски са характерни ретрофлексни съгласни: [ʂ], [ʐ], [ɻ], [ɳ]. Те са възникнали вероятно под влияние на съседните индоарийски езици, където ретрофлексните съгласни са обикновено явление. В пущунски ретрофлексните съгласни възникват на мястото на различни групи съгласни:
- [ʂ] < иранско *ršt, *sr, *str, štr: کښل [kʂel] „дърпам“ (< *karšt-), اوښه [oʂa] „сълза“ (< *asra-), اوښ [ūʂ] „камила“ (< *ušθra).
- [ʐ] < иранско *rž, *rš, *zr: خوږ [xoʐ] „сладък“ (< *xwarz-), ږو [ʐo] „за Бога!“ (< *zruwā).
- [ɻ] < иранско *rt, *rd: زړه [zɻə] „сърце“ (< *zṛda-), زیړ [zyaɻ] „жълт“ (< *zarta-), مړ [məɻ] „мъртъв“ (< *mṛta-). По този признак пущунски се доближава до иранските езици ормури, парачи и санглечи.
- [ɳ] < иранско *r(š)n: زانړه [zāɳa] „жерав“ (< *zarna-).

Ретрофлексните съгласни [ʂ] и [ʐ] имат различна съдба в различните диалекти. В югозападните диалекти те запазват ретрофлексния си характер, докато в други диалекти се сливат със сибилантните [š] and [ž], а в северозападните диалекти се сливат с [x] и [g].

## Граматика

### Имена
Пущунският език е запазил граматичната категория „род“, което го отличава от други съвременни ирански езици (персийски, осетински). Различават се два рода: мъжки и женски. Съществителните от среден род, засвидетелствани в староперсийски и авестийски, в съвременния пущунски език са преминали в мъжки или женски род.
Пущунският език се характеризира с изобилие от окончания за множествено число:

#### Мъжки род
- -(y/g)ān (за одушевени предмети): [ū'ʂān] „камили“, [mullā'yān] „молли“.
- -'ūna: [lā'sūna] „ръце“, ['zɻūna] „сърца“, [a'sūna] ([a'sān]) „коне“, [pla'rūna] „бащи“.
- -'ə: [ʃpā'nə] „овчари“ ([ʃpūn], [ʃpə]), [xrə] „магарета“ ([xar]), [spā'rə] „конници“ ([spor]).
- -ā'na: [ɣobā'nə] „кравари“ ([ɣo'bə]/[ɣo'būn]).
- -ī: ['kəlī] „села“, [spī(ān)] „кучета“ ([spag]).
- Неправилни форми: ['wrūɳa] „братя“ ([wror]), [zā'mən] „синове“ ([zoy]).

#### Женски род
- -e: ['wəne] „дървета“, [ma'ṇe] „ябълки“, ['lāre] „пътища“, [pəʂta'ne] „пущунки“, [mlā-we] „пояси, талии“.
- -(y/g)āne: [nyā'gāne] „баби“, [tro'r(y)āne] ([trainde], [trore]) „лели“.
- Без изменение в мн.ч.: [rū'pəy] „рупии“, [spəy], [spī'āne] „кучки“.
- Неправилни форми: ['lūɳa] ([lūre]) „дъщери“, [mainde] „майки“ ([mor]).